# Bolognesiska republiken
Bolognesiska republiken var en republik som utropades i den centrala delen av den Apenninska halvön år 1796 runt staden staden Bologna.

## Historia
Republiken var en fransk lydstat som bildades när de påvliga myndigheterna flydde från staden Bologna i juni 1796. Den annekterades av den Cispadanska republiken samma år den 16 oktober.
Republiken hade den första jakobinska konstitutionen i på den italienska halvön. Den hade en regering som bestod av nio konsulter och dess statschef var chefsdomare och en ordförande valdes var fjärde månad av en av konsulterna.